# Thomas Eisner
Thomas Eisner (25 juin 1929 - 25 mars 2011) est un entomologiste et écologiste germano-américain, connu comme le « père de l'écologie chimique ». Il est titulaire de la chaire "Jacob Gould Schurman" d'écologie chimique à l'Université Cornell et directeur du Cornell Institute for Research in Chemical Ecology (CIRCE). Il est une autorité mondiale sur le comportement, l'écologie et l'évolution des animaux et, avec son collègue de Cornell Jerrold Meinwald, est l'un des pionniers de l'Écologie chimique, la discipline traitant des interactions chimiques des organismes. Il est auteur ou co-auteur de quelque 400 articles scientifiques et de sept livres.

## Vie privée
Thomas Eisner est né le 25 juin 1929 à Berlin, en Allemagne. Son père, Hans Eisner, est un chimiste d'origine juive et un collègue de Fritz Haber à l'Institut Kaiser Wilhelm d'électrochimie à Berlin ; il occupe ensuite une chaire de chimie à Cornell. Sa mère, Margarete Heil-Eisner, est une artiste. Fuyant le régime nazi, la famille s'installe à Barcelone et, à la suite de la guerre civile espagnole, en Uruguay. Les Eisner arrivent aux États-Unis en 1947.
Thomas Eisner devient citoyen américain naturalisé et postule à l'Université Cornell pour un premier cycle, mais est refusé. Il obtient son baccalauréat et son doctorat à l'Université Harvard et rejoint la faculté d'entomologie de Cornell en 1957. Il épouse Maria Eisner, qui est membre de son laboratoire. En 1964, il participe à la fondation du Département de neurobiologie et comportement, où il travaille jusqu'à sa mort.
En plus de son travail académique, il est un passionné de photographie de nature et vidéaste. Son film Secret Weapons remporte le Grand Award au Festival du film de New York et est nommé meilleur film scientifique par la British Science Association. Il est également un pianiste passionné et un chef d'orchestre occasionnel. Eisner est décédé le 25 mars 2011 de la Maladie de Parkinson. Il est athée.

## Recherches
Ses recherches portent sur l'écologie chimique, étudiant principalement les défenses chimiques des insectes contre la Prédation. Certains de ses travaux les plus célèbres sont menés sur le scarabée bombardier, dont il découvre qu'il crée une réaction chimique dans son corps pour projeter un liquide nocif bouillant à partir d'une buse dans son abdomen.
Biologiste de terrain avec une expérience de travail sur quatre continents, il est également un défenseur de l'environnement actif. Il siège au conseil d'administration de la Société nationale Audubon, du Conseil scientifique national de Nature Conservancy et du World Resources Institute Council. Il est président de l'American Society of Naturalists et président de la section de biologie de l'Association américaine pour l'avancement des sciences. Il joue un rôle clé dans le lancement du Congressional Fellow Program à Washington DC et dans les efforts visant à préserver les zones sauvages en Floride et au Texas.
Eisner est en outre membre de l'Académie nationale des sciences, de l'Académie américaine des arts et des sciences et de la Société américaine de philosophie. Il reçoit de nombreuses distinctions, dont le prix Tyler pour ses réalisations environnementales, la médaille du centenaire de Harvard, la médaille nationale des sciences en 1994 et le prix Lewis Thomas pour l'écriture sur la science. Il obtient des diplômes honorifiques d'universités en Suède, en Allemagne, en Suisse et aux États-Unis, et est membre étranger de la Royal Society. Eisner est en outre membre de l'Académie Léopoldine et de l'Academia Europaea.
En 2008, Eisner reçoit le prix John J. Carty de l'Académie nationale des sciences.